# Budkov (okres Prachatice)
Budkov (německy Budkau) je obec v okrese Prachatice v Jihočeském kraji. Žije zde 91 obyvatel. Obcí protéká Libotyňský potok.

## Historie
První písemná zmínka o obci Budkov pochází z roku 1354, kdy se připomíná Otakar z Budkova a v letech 1370–1373 tu sídlil Albert z Budkova. Spolu s jeho synem Jenišem pak držel sídlo Hrzek z Turového, který byl předkem rodu Budkovských z Budkova. Za Hynka z Budkova se zde v roce 1468 poprvé uvádí tvrz, když ji vypálili bavorští křižáci. Ti vypálili nejen tvrz, ale i přilehlou ves.
V letech 1485–1518 ves vlastnil Hrzek z Budkova a posledním zdejším majitelem z rodu Budkovských z Budkova byl Mikuláš. V letech 1618–1620 se zúčastnil stavovského povstání, za což mu byl všechen majetek zkonfiskován.
Roku 1620 vlastnil statek don Martin de Hoeff-Huerta a v roce 1622 ho prodal Anně Maxmiliáně Kateřině Hýzrlové z Chodů, rozené ze Šenova. Roku 1675 byl statek s tvrzí prodán Karlu Leopoldovi hraběti Caretto z Milessima a ten ho připojil k Vlachovu Březí.
V polovině 19. století zde žilo v 50 domech 315 obyvatel.

## Obyvatelstvo
| Rok            | 1869 | 1880 | 1890 | 1900 | 1910 | 1921 | 1930 | 1950 | 1961 | 1970 | 1980 | 1991 | 2001 | 2011 | 2021 |
| -------------- | ---- | ---- | ---- | ---- | ---- | ---- | ---- | ---- | ---- | ---- | ---- | ---- | ---- | ---- | ---- |
| Počet obyvatel | 314  | 326  | 315  | 308  | 299  | 282  | 237  | 188  | 130  | 118  | 115  | 94   | 81   | 81   | 93   |
| Počet domů     | 45   | 47   | 50   | 48   | 50   | 49   | 48   | 50   | 41   | 44   | 31   | 48   | 50   | 51   | 51   |

## Obecní správa
Mezi lety 1850–1976 Budkov byl obcí v okrese Prachatice. Od 30. dubna 1976 do 30. června 1980 patřil jako část obce k Chlumanům. Od 1. července 1980 do 23. listopadu 1990 patřil jako část města k Vlachovu Březí. Od 24. listopadu 1990 do 31. prosince 1991 patřil znovu jako část obce k Chlumanům a od 1. ledna 1992 je opět samostatnou obcí, ale Chocholatá Lhota již zůstala součástí Vlachova Březí. V letech 1850–1899 a od 26. listopadu 1971 do 29. dubna 1976 k obci patřila Chocholatá Lhota.

### Obecní symboly
Znak a vlajka byly obci uděleny rozhodnutím předsedy Poslanecké sněmovny Parlamentu České republiky dne 10. září 2020.

## Pamětihodnosti

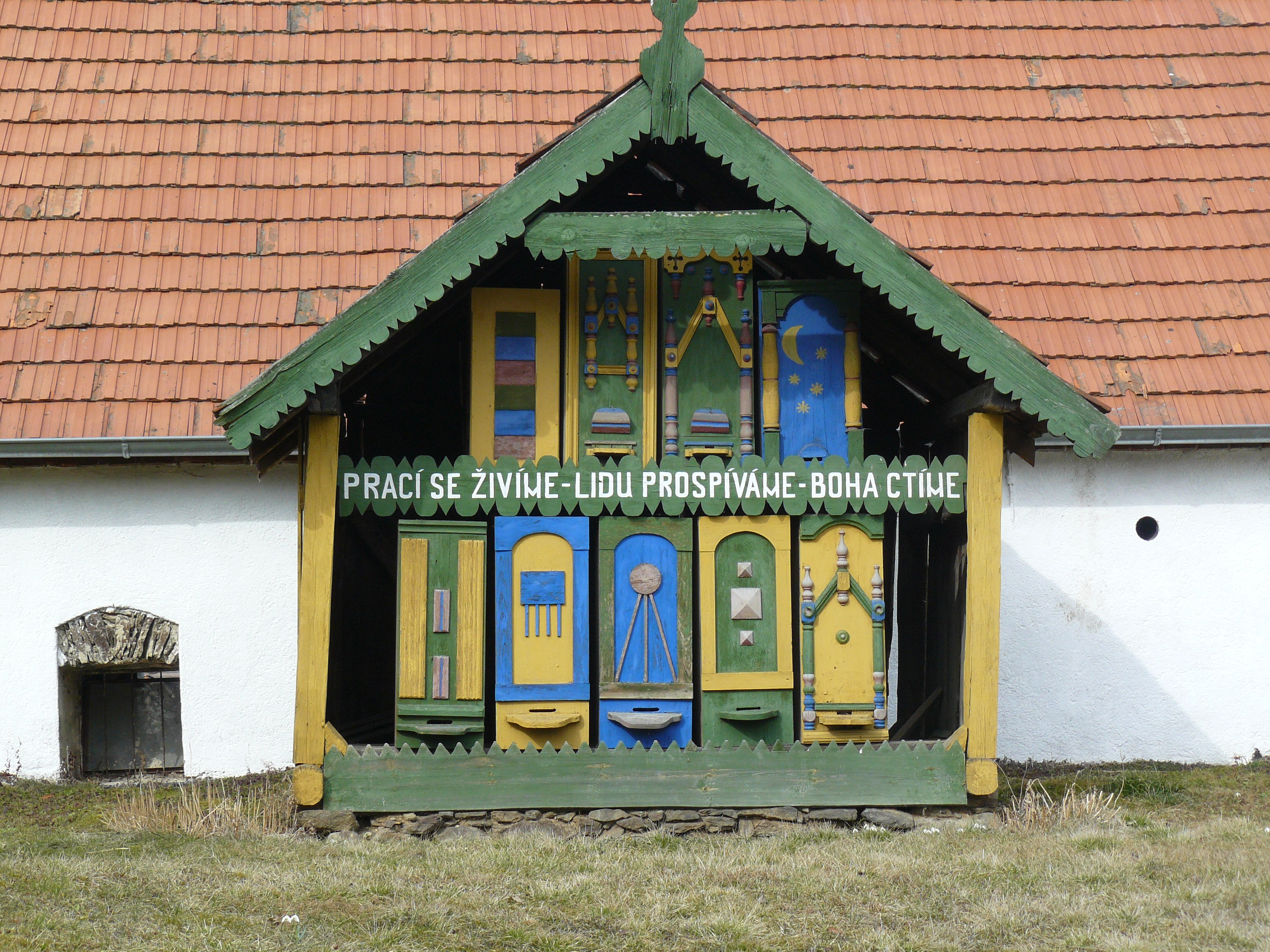
Vyřezávaný včelín z roku 1910

- Tvrz v Budkově se připomíná ve druhé polovině 14. století. V roce 1468 byla vypálena bavorskými křižáky. Krátce poté byla opět obnovena a prošla pozdně gotickými a renesančními změnami v podobě vstupního portálu, ostění do komory a na klenbách v přízemí. Tvrz původně měla hrazené předdvoří včetně obvodového vodního příkopu. Funkci sídla přestala tvrz plnit krátce po roce 1620 a v průběhu 17. století se od barokní úpravy užívala jako sýpka (dnes součást čp. 29). Za pozemkové reformy v roce 1924 proběhla částečná parcelace dvora a zbytek koupil správce vlachovobřezského statku Antonín Fridrich. Po roce 1945 zabral dvůr stát a společně s tvrzí ho převedl na JZD Chlumany. Dnes je opět soukromým majetkem.
- Most přes Libotyňský potok ze 16. století při silnici na Strunkovice nad Blanicí je zapsán v seznamu technických památek.
- Mohylník, archeologické naleziště na kraji lesa V sosnách. Jižně od vsi na kraji lesa se nachází zbytky 16 slovanských mohyl, které patří do výrazné skupiny jihočesko-rakouské mohylové oblasti, jejichž dosavadní archeologický výzkum poskytl alespoň přibližné informace o vnitřní stavbě mohyl či o uložení pohřbu.
- Vodní mlýn, zděná renesanční stavba z roku 1557 s raně barokním štítem byla postavena v bažině a podložen dubovými kmeny.
- Včelíny. Dřevěné, bohatě vyřezávané včelíny u domu čp. 14 z roku 1910.
- Budkovská lípa, památný strom. Lípa roste u výklenkové kapličky při silnici do Vlachova Březí a Chluman asi půl kilometru západně od vesnice.